# Куржев, Уали Рамазанович
Уали Рамазанович Куржев (род. 28 апреля 1989) — российский самбист и дзюдоист, призёр чемпионата России по дзюдо, чемпион России, Европы и мира по самбо, победитель Универсиады 2013 года в Казани по самбо, заслуженный мастер спорта России по самбо.

## Спортивные достижения
- Чемпионат России по самбо 2011 года — ;
- Чемпионат России по самбо 2012 года — ;
- Чемпионат России по самбо 2013 года — ;
- Чемпионат России по дзюдо 2013 года — ;
- Чемпионат России по самбо 2019 года — ;
- Чемпионат России по самбо 2020 года — ;
- Чемпионат России по самбо 2021 года — ;
- Чемпионат России по самбо 2023 года — ;

## Семья
Брат-близнец Али Куржев — чемпион России, призёр чемпионата мира по самбо.